# Dasybasis spadix
Dasybasis spadix är en tvåvingeart som beskrevs av Taylor 1916. Dasybasis spadix ingår i släktet Dasybasis och familjen bromsar. Inga underarter finns listade i Catalogue of Life.